# 머스코바도 설탕

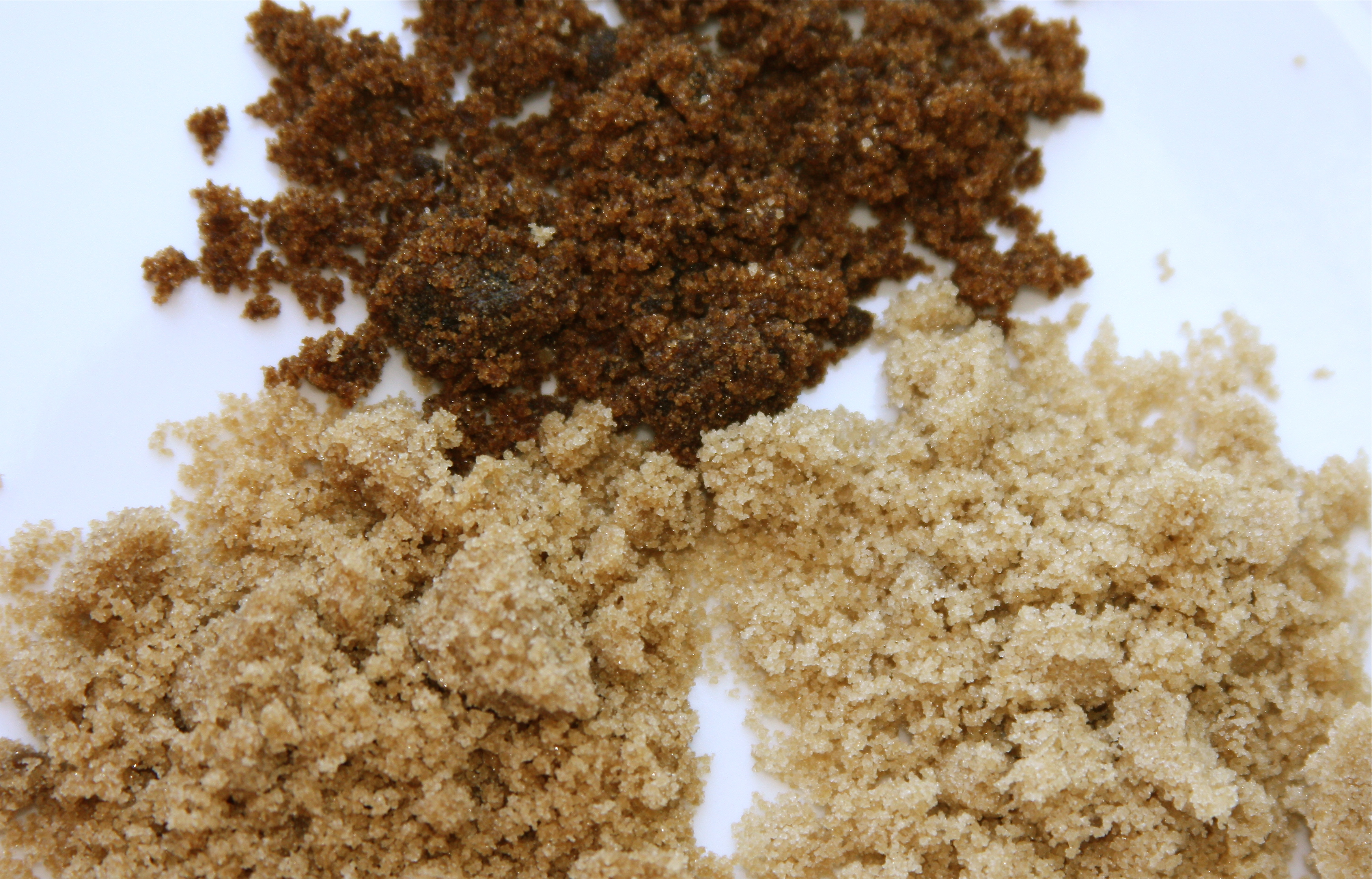
머스코바도 설탕과 두 종류의 황설탕

머스코바도 설탕(muscovado雪糖)은 비정제 흑설탕으로 당밀 함량이 높다. 색이 짙고 수분이 많으며 향미가 풍부하다.

## 이름
영어 "머스코바도(muscovado)"의 어원은 포르투갈어 "마스카바두(mascavado)"이다. 그러나 현대 포르투갈어에서 머스코바도 설탕은 "아수카르 마스카부(açúcar mascavo)"라 불린다.

## 같이 보기
- 데메라라 설탕
- 터비나도 설탕